# Anolis haetianus
Espèce
Synonymes
- Audantia haetianus (Garman, 1887)

Statut de conservation UICN

 EN B1ab(iii) : En danger
Anolis haetianus est une espèce de sauriens de la famille des Dactyloidae. 

## Répartition
Cette espèce est endémique d'Haïti. Elle se rencontre dans l'ouest de la péninsule de Tiburon.

## Publication originale
- Garman, 1887 : On West Indian reptiles. Scincidae. Bulletin of the Essex Institute, vol. 19, p. 51-53 (texte intégral).